# 阿尔戈纳 (爱荷华州)
阿尔戈纳（英語：Algona）是美国艾奥瓦州科苏特县的城市和县城。2010年人口普查时人口为5560人。